# Буковинский государственный медицинский университет
Буковинский государственный медицинский университет (укр. Буковинський державний медичний університет) — высшее медицинское учебное заведение в Черновцах. В состав университета входят: медицинский лицей; Черновицкий, Вашковецкий, Новоселицкий и Ковельский (Волынь) медицинские колледжи; четыре медицинских, стоматологический, фармацевтический факультеты, учебно-научный институт последипломного образования; подготовительное отделение для иностранных студентов.
БГМУ готовит специалистов по специальностям «Лечебное дело», «Педиатрия», «Стоматология», «Медицинская психология», «Клиническая фармация», «Фармация», «Сестринское дело», «Лабораторная диагностика». Последипломная подготовка врачей осуществляется в интернатуре, магистратуре, аспирантуре, докторантуре, клинической ординатуре, на предаттестационных циклах, циклах тематического усовершенствования, циклах специализации, циклах стажировки.

## История
В октябре 1944 года 2-й Киевский медицинский институт был переведён в город Черновцы.
Первые полтора месяца после передислокации в Черновцы институт продолжал работать как 2-й Киевский государственный медицинский институт в городе Черновцы, но в конце ноября 1944 года ему было присвоено новое название — Черновицкий медицинский институт.
По состоянию на начало 1957 года институт занимался подготовкой врачей и имел один (лечебный) факультет.
В апреле 1997 года на базе Черновицкого государственного медицинского института была создана Буковинская государственная медицинская академия
В марте 2005 года академия была реорганизована в Буковинский государственный медицинский университет (БГМУ) — на основании распоряжения Кабинета Министров Украины от 02.03.2005 г. № 46-р и приказом МЗ Украины от 15.03.2005 г. № 110 «О реорганизации Буковинской государственной медицинской академии».

## Ректоры
История Буковины связана с именами ректоров медицинского вуза: доцента Е. И. Кефели (1944—1945), профессоров Д. С. Ловли (1945—1951), Н. Б. Маньковского (1951—1954), М. М. Ковалёва (1954—1963), А. Д. Юхимца (1963—1974), В. К. Патратия (1974—1993), В. П. Пишака (1993—2010), Т. Н. Бойчука (с 2010 года), И. В. Геруша (с 2023 года).

## Известные выпускники и преподаватели
- Академик Георгий Васильевич Гайко
- Профессор Нина Григорьевна Гойда
- Академик Иван Саввович Зозуля
- Профессор Сергей Николаевич Савенко
- Профессор Леонтий Иванович Сандуляк
- Профессор Гервазиев Виктор Борисович

## Структура БГМУ
- Факультет медицинский № 1, где учатся студенты специальностей «лечебное дело» (специалист), «педиатрия» (специалист) и «медицинская психология» (специалист);
- Факультет медицинский № 2, где учатся студенты специальности «лечебное дело» (специалист);
- Факультет медицинский № 3, где учатся иностранные студенты специальности «лечебное дело» (специалист) и «педиатрия» (специалист) ;
- Факультет стоматологический, где учатся студенты специальности «стоматология» (специалист);
- Факультет медицинский № 4 где учатся студенты специальностей «педиатрия» (специалист) и «медицинская психология» (специалист); «сестринское дело» (младший специалист, бакалавр, магистр), «лабораторная диагностика» (бакалавр), «фармация» (младший специалист);
- Фармацевтический факультет, где учатся студенты специальности «фармация» (бакалавр, специалист), «клиническая фармация» (специалист);
- Факультет последипломного образования, где обучаются врачи-интерны, провизоры-интерны, повышают квалификацию врачи, провизоры и фармацевты.